# Castell de Trasmoz
El castell de Trasmoz és una fortalesa ubicada a la localitat saragossana de Trasmoz, a les proximitats de la serra del Moncayo. Va ser un dels enclavaments més disputats pels regnes d'Aragó i Navarra, a la frontera entre tots dos.

## Història

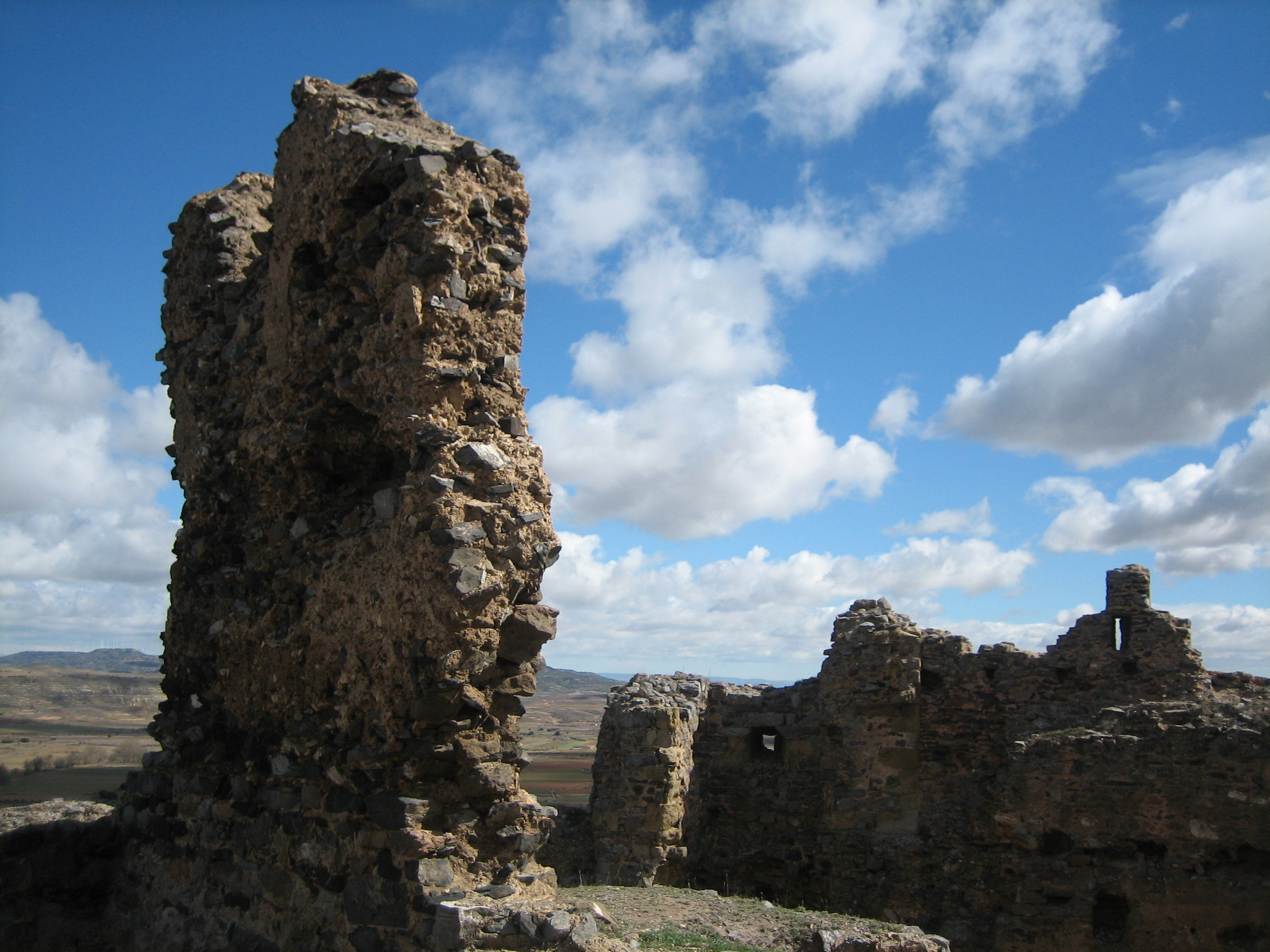
Pati interior del castell

Segons fonts navarreses, el castell de Trasmoz ja existia l'any 1185, quan les terres del seu voltant pertanyien a Navarra i eren disputades pels aragonesos. Va començar a formar part de la Corona d'Aragó per mediació del comte de Barcelona i rei d'Aragó Alfons I el Cast. Més denvant va passar a Sancho Pérez de Monteagudo, com a donació de la Corona.
Després de la unió dinàstica de les Corones de Castella i Aragó, la conquesta de Navarra per Ferran el Catòlic, i el cessament de les disputes nobiliarias, el castell de Trasmoz va quedar abandonat. El 1530, un incendi va fer caure la torre de l'homenatge.
El castell ha estat des de sempre associat a històries de bruixeria, nigromància i aquelarres.
Gustavo Adolfo Bécquer va recollir les llegendes de Trasmoz a les seves Cartas desde mi celda després de residir amb Casta Esteban, els fills de tots dos i el seu germà Valeriano Domínguez Bécquer, a l'hostatgeria restaurada del Monestir de Veruela.
Bécquer narra que el castell va ser construït en una sola nit per un nigromant, amb l'ajuda d'éssers del món subterrani.
En 1988, després d'adquirir l'edifici, Manuel Jalón Corominas va crear la Fundación Castillo de Trasmoz, va iniciar-hi excavacions arqueològiques i obres de restauració i va publicar el llibre La leyenda negra de Trasmoz.

## Descripció
La planta del castell és hexagonal, amb torres als extrems, dels segles XIII, XIV i XV.
La torre de l'homenatge és l'element més antic que es conserva de la fortalesa. De planta quadrada i antigament rematada amb merlets, es localitza al centre del castell.